# Society of British Aerospace Companies
A Society of British Aerospace Companies (Sociedade Britânica de Companhias Aeroespaciais), também abreviada como SBAC, foi uma associação britânica que representava companhias aéreas cuja existência era dedicada à aviação civil, militar, defesa do espaço aéreo britânico e aviação espacial. A partir de Outubro de 2009, a SBAC fundiu-se com as Defense Manufacturers Association e Association of Police and Public Security Suppliers para formar a ADS.
A SBAC é a entidade organizadora do espectáculo aéreo de Farnborough.